# فهرست زمین‌لرزه‌ها

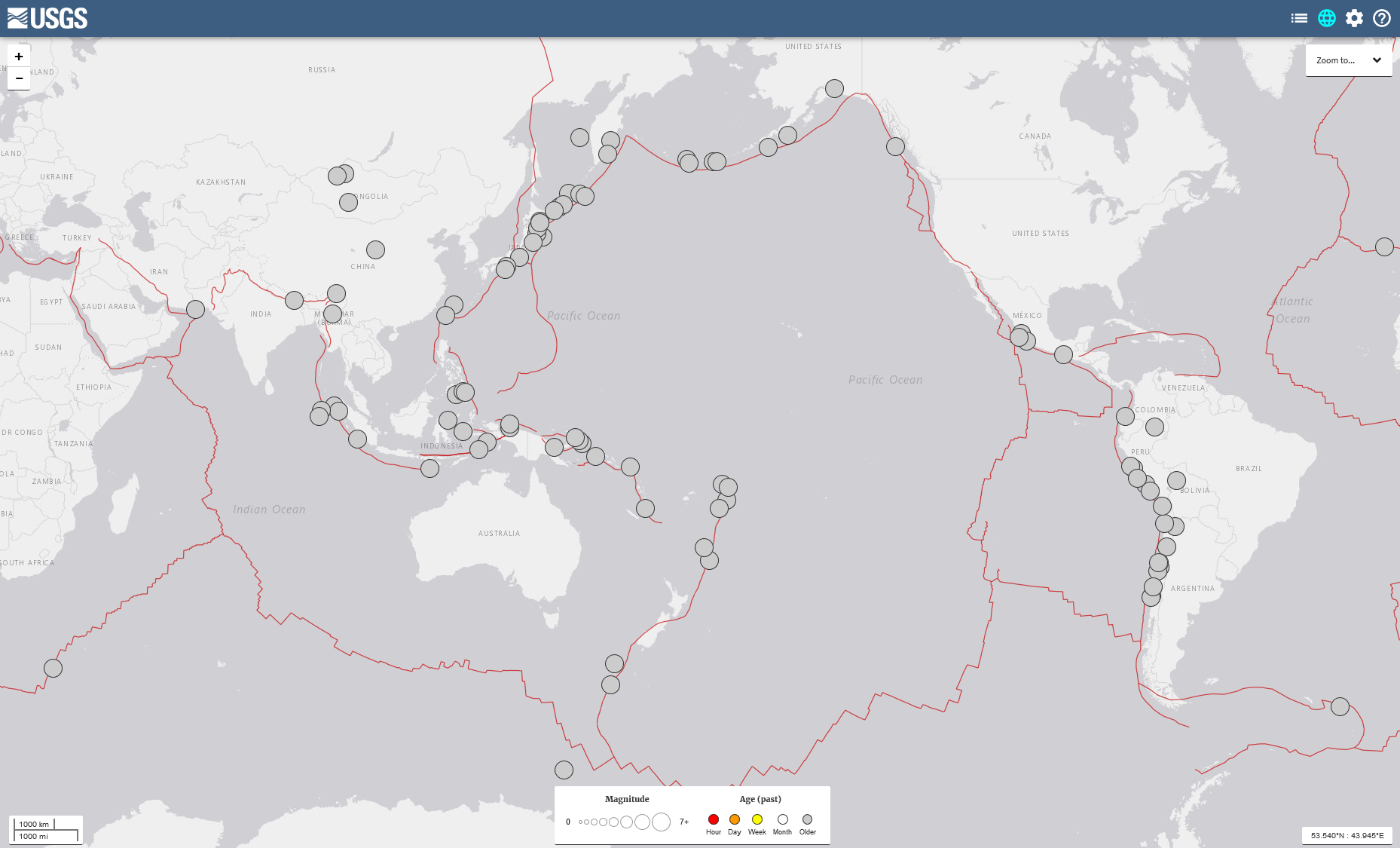
زمین لرزها (بزرگتر از ۸٫۰) از ۱۹۰۰ تا اکتبر ۲۰۱۷ در مجموع ۹۳ زمین لرزه بزرگتر از ۸ که ۸۲ از آنها در حلقه آتش به وقوع پیوسته‌اند.

این فهرستی از فهرست‌های زمین‌لرزه‌ها و زمین لرزهای دارای بیشترین بزرگی و تلفات است.

## فهرست‌ها بر پایه دوره
- فهرست زمین‌لرزه‌های سده بیستم
- 2001 تاکنون

## فهرست‌ها بر پایه کشور
- ارمنستان
- کانادا
- گرجستان
- هند
- ایران

## بزرگترین زلزله‌ها از نظر بزرگی

period

در ادامه بزرگترین زلزله‌ها که از مقیاس بزرگای گشتاوری یا مقیاس بزرگی ریشتر ۸٫۵ یا بزرگتر بوده‌اند می‌آیند.
| رتبه | تاریخ            | موقعیت                                                                                             | واقعه                              | بزرگی            |
| ---- | ---------------- | -------------------------------------------------------------------------------------------------- | ---------------------------------- | ---------------- |
| ۱    | مه ۲۲, ۱۹۶۰      | بالدیبیا، شیلی                                                                                     | زمین‌لرزه ۱۹۶۰ والدیویا             | ۹/۵              |
| ۲    | مارس ۲۷, ۱۹۶۴    | Prince William Sound, آلاسکا، آمریکا                                                               | زمین‌لرزه ۱۹۶۴ آلاسکا               | ۹٫۲              |
| ۳    | دسامبر ۲۶, ۲۰۰۴  | Indian Ocean, سوماترا، اندونزی                                                                     | زمین‌لرزه ۲۰۰۴ و سونامی اقیانوس هند | ۹٫۱              |
| ۴    | مارس ۱۱, ۲۰۱۱    | اقیانوس آرام, ناحیه توهوکو، ژاپن                                                                   | زمین‌لرزه و سونامی ۲۰۱۱ توهوکو      | ۹/۰              |
| ۵    | نوامبر ۴, ۱۹۵۲   | شبه‌جزیره کامچاتکا، جمهوری شوروی فدراتیو سوسیالیستی روسیه، اتحاد جماهیر سوسیالیستی شوروی            | زمین‌لرزه ۱۹۵۲ کامچاتکا             | 9.0              |
| ۶    | اوت ۱۳, ۱۸۶۸     | آریکا، شیلی(then Peru)                                                                             | 1868 Arica earthquake              | ۸٫۵–۹٫۰ (تخمینی) |
| ۷    | ژانویه ۲۶, ۱۷۰۰  | اقیانوس آرام, آمریکا and Canada (then claimed by the امپراتوری اسپانیا and the امپراتوری بریتانیا) | 1700 Cascadia earthquake           | ۸٫۷–۹٫۲ (تخمینی) |
| ۸    | ۹ ژوئیه ۸۶۹      | اقیانوس آرام, ناحیه توهوکو، ژاپن                                                                   | 869 Sanriku earthquake             | ۸٫۹ (تخمینی)     |
| ۹    | آوریل ۲, ۱۷۶۲    | چیتاگونگ، بنگلادش (then Kingdom of Mrauk U)                                                        | 1762 Arakan earthquake             | ۸٫۸ (تخمینی)     |
| ۱۰   | نوامبر ۲۵, ۱۸۳۳  | سوماترا، اندونزی (در آن زمان بخشی از هند شرقی هلند)                                                | 1833 Sumatra earthquake            | ۸٫۸ (تخمینی)     |
| ۱۱   | ژانویه ۳۱, ۱۹۰۶  | Ecuador – Colombia                                                                                 | زمین‌لرزه ۱۹۰۶ اکوادور-کلمبیا       | 8.8              |
| ۱۲   | فوریه ۲۷, ۲۰۱۰   | Offshore Maule, شیلی                                                                               | زمین‌لرزه ۲۰۱۰ شیلی                 | 8.8              |
| ۱۳   | اوت ۲۳, ۰۸۹۳     | اردبیل، ایران                                                                                      | زمین‌لرزه ۸۹۳ اردبیل                | ۸٫۷              |
| ۱۴   | اوت ۱۵, ۱۹۵۰     | آسام، India – تبت، China                                                                           | زمین‌لرزه ۱۹۵۰ آسام-تبت             | ۸٫۷              |
| ۱۵   | اکتبر ۲۸, ۱۷۰۷   | اقیانوس آرام, شیکوکو، ژاپن                                                                         | 1707 Hōei earthquake               | ۸٫۷–۹٫۳ (تخمینی) |
| ۱۶   | ژوئیه ۸, ۱۷۳۰    | والپارایسو، شیلی (در آن زمان بخشی از امپراتوری اسپانیا)                                            | 1730 Valparaiso earthquake         | ۸٫۷ (تخمینی)     |
| ۱۷   | نوامبر ۱, ۱۷۵۵   | Atlantic Ocean, Lisbon, Portugal                                                                   | زمین‌لرزه لیسبون در ۱۷۷۵            | ۸٫۵–۹٫۰          |
| ۱۸   | فوریه ۴, ۱۹۶۵    | Rat Islands, آلاسکا، آمریکا                                                                        | 1965 Rat Islands earthquake        | ۸٫۷              |
| ۱۹   | اکتبر ۲۸, ۱۷۴۶   | لیما، پرو (در آن زمان بخشی از امپراطوری اسپانیا)                                                   | 1746 Lima–Callao earthquake        | ۸٫۶ (تخمینی)     |
| ۲۰   | مارس ۲۸, ۱۷۸۷    | اوآخاکا، مکزیک (در آن زمان بخشی از امپراطوری اسپانیا)                                              | 1787 Mexico earthquake             | ۸٫۶ (تخمینی)     |
| ۲۱   | مارس ۹, ۱۹۵۷     | Andreanof Islands, آلاسکا، آمریکا                                                                  | زمین‌لرزه ۱۹۵۷ جزیره‌های آندروپوف    | 8.6              |
| ۲۲   | مارس ۲۸, ۲۰۰۵    | سوماترا، اندونزی                                                                                   | زمین‌لرزه ۲۰۰۵ سوماترا              | 8.6              |
| ۲۳   | آوریل ۱۱, ۲۰۱۲   | Indian Ocean, سوماترا، اندونزی                                                                     | 2012 Aceh earthquake               | ۸٫۶              |
| ۲۴   | دسامبر ۱۶, ۱۵۷۵  | بالدیبیا، شیلی (در آن زمان بخشی از امپراطوری اسپانیا)                                              | 1575 Valdivia earthquake           | ۸٫۵ (تخمینی)     |
| ۲۵   | نوامبر ۲۴, ۱۶۰۴  | Arica, شیلی (در آن زمان بخشی از امپراطوری اسپانیا)                                                 | 1604 Arica earthquake              | ۸٫۵ (تخمینی)     |
| ۲۶   | مه ۱۳, ۱۶۴۷      | Santiago, شیلی (در آن زمان بخشی از امپراطوری اسپانیا)                                              | 1647 Santiago earthquake           | ۸٫۵ (تخمینی)     |
| ۲۷   | مه ۲۴, ۱۷۵۱      | کنسپسیون، شیلی، شیلی (در آن زمان بخشی از امپراتوری اسپانیا)                                        | 1751 Concepción earthquake         | ۸٫۵ (تخمینی)     |
| ۲۸   | نوامبر ۱۹, ۱۸۲۲  | Valparaíso, شیلی                                                                                   | 1822 Valparaíso earthquake         | ۸٫۵ (تخمینی)     |
| ۲۹   | فوریه ۲۰, ۱۸۳۵   | Concepción, شیلی                                                                                   | 1835 Concepción earthquake         | ۸٫۵ (تخمینی)     |
| ۳۰   | فوریه ۱۶, ۱۸۶۱   | Sumatra, اندونزی                                                                                   | 1861 Sumatra earthquake            | ۸٫۵              |
| ۳۱   | مه ۹, ۱۸۷۷       | Iquique, شیلی                                                                                      | 1877 Iquique earthquake            | ۸٫۵ (تخمینی)     |
| ۳۲   | نوامبر ۱۰, ۱۹۲۲  | منطقه آتاکاما، شیلیایالت کاتامارکا، آرژانتین                                                       | زمین‌لرزه ۱۹۲۲ شیلی                 | 8.5              |
| ۳۳   | فوریه ۱, ۱۹۳۸    | دریای باندا، اندونزی (هند شرقی هلند)                                                               | زمین‌لرزه ۱۹۳۸ دریای باندا          | 8.5              |
| ۳۴   | اکتبر ۱۳, ۱۹۶۳   | جزایر کوریل، روسیه(اتحاد جماهیر سوسیالیستی شوروی)                                                  | زمین‌لرزه ۱۹۶۳ جزیره‌های کوریل       | 8.5              |
| ۳۵   | سپتامبر ۱۲, ۲۰۰۷ | سوماترا، اندونزی                                                                                   | زمین‌لرزه سپتامبر ۲۰۰۷ اندونزی      | 8.5              |
| ۳۶   | اکتبر ۲۰, ۱۶۸۷   | لیما، Peru (در آن زمان بخشی از امپراتوری اسپانیا)                                                  | 1687 Peru earthquake               | ۸٫۵ (تخمینی)     |
| ۳۷   | اکتبر ۱۷, ۱۷۳۷   | Kamchatka, Russia                                                                                  | 1737 Kamchatka earthquakes         | ۸٫۵ (تخمینی)     |
| ۳۸   | اوت ۳, ۱۳۶۱      | اقیانوس آرام, Shikoku region, ژاپن                                                                 | 1361 Shōhei earthquake             | ۸٫۵ (تخمینی)     |
| ۳۹   | ژوئن ۱۵, ۱۸۹۶    | اقیانوس آرام, Tōhoku region, ژاپن                                                                  | 1896 Sanriku earthquake            | ۸٫۵ (تخمینی)     |